# Офтердинген
Офтердинген (њем. Ofterdingen) општина је у њемачкој савезној држави Баден-Виртемберг. Једно је од 15 општинских средишта округа Тибинген. Према процјени из 2010. у општини је живјело 4.522 становника. Посједује регионалну шифру (AGS) 8416031.

## Географски и демографски подаци
Офтердинген се налази у савезној држави Баден-Виртемберг у округу Тибинген. Општина се налази на надморској висини од 424 метра. Површина општине износи 15,2 km². У самом мјесту је, према процјени из 2010. године, живјело 4.522 становника. Просјечна густина становништва износи 298 становника/km².